# Theodor Altermann
Theodor Altermann (Pahkla, 24 de Novembro de 1885 – Tallinn, 1 de Abril de 1915) foi um cenógrafo e ator estoniano. Foi um dos predecessores do teatro profissional na Estônia.

## Biografia
Nascido no Governo da Estónia então sob o Império Russo, Theodor Altermann iniciou a sua actividade artística em Tallinn em 1902, como membro do conjunto musical Estonia selts, no qual, com Paul Pinna, fundou uma trupe teatral em 1905 que depois de algumas reorganizações se tornará a Ópera Nacional da Estônia (Rahvusooper Estônia). Ele teve aulas de teatro em Berlim e atuou no palco de seu teatro, depois tentou dirigir lá, adaptando, entre outras coisas, Furtive Miracle (Tabamata ime) de Eduard Vilde (1913), Le Masked Ball de Mikhail Lermontov (1914) e os inocentes culpados deAlexandre Ostrovsky (1915).
Morreu em Tallinn emabril de 1915, o artista está enterrado no cemitério Aleksander Nevski em Tallin (Tallinna Aleksander Nevski kalmistu).